# Ana Encabo Balbín
Ana Encabo Balbín (Madrid, 30 de setembre de 1956) és una política valenciana d'origen madrileny, diputada a les Corts Valencianes en la VI legislatura.

## Biografia
Militant del Partido Popular, fins al a 2003 fou subsecretària de Planificació i Estudis de la Presidència de la Generalitat Valenciana, Fou escollida diputada a les eleccions a les Corts Valencianes de 2003. Ha estat vocal de les comissions d'Economia, Pressupostos i Hisenda, d'Agricultura, Ramaderia i Pesca, d'Indústria, Comerç i Turisme i de Medi Ambient. El juny de 2003 va renunciar al seu escó i fou nomenada Secretària d'Ocupació i directora del Servei Valencià d'Ocupació i Formació.
Posteriorment ha estat secretària general de la Cambra de Comerç de València El gener de 2010 aquesta institució la nomenà membre del consell social de la Universitat Politècnica de València.